# 金子喜代太
金子 喜代太（かねこ きよた、1883年（明治16年）3月9日 - 1971年（昭和46年）6月6日）は、日本の実業家。結婚によって浅野総一郎の親戚になり、浅野財閥の多数の企業の重役を務めた。

## 経歴
1883年（明治16年）3月に、高知県の金子虎太郎の長男として生まれた。東京高等師範学校（筑波大学）の物理化学科を1907年（明治40年）に卒業した。 或いは数学科を卒業した。 
教師として数年間働いてから、東京帝国大学（東京大学）に入学して、穂積八束博士宅に寄寓して、昼は学生、夜は教師をして苦学しながら、法科 または政治科を大正4年に卒業した。 卒業後に最初は三菱合資に就職したが、 穂積八束博士の娘であり穂積重威の妹でもある女性と結婚して、浅野総一郎の親戚となり、大正6年に浅野セメント（太平洋セメント）に転職した。頭が飛切り良く数理的観念が優れていたので、浅野良三から浅野セメントの営業を一任された。 
郷誠之助に能力を高く評価されて、番町会のメンバーになった。漁区事件で日魯漁業の堤社長が失脚した時に、郷誠之助は川上俊彦を日魯漁業の社長にしたが、浅野財閥の了解を得て、金子喜代太をその女房役として送り込んだ。だが、浅野財閥は貴重な人材を手放すわけにはいかないので、暫くすると呼び戻して浅野セメントの専務に据えた。

## 役職
大阪石綿工業の取締役会長、浅野セメント(太平洋セメント)・日本セメントの専務取締役、鶴見製鉄造船（JFE、ジャパンマリンユナイテッド）・日之出汽船（NYKバルク・プロジェクト）・南武鉄道（JR南武線）・伏木板紙・小倉製鋼（日本製鉄）・日本ヒューム管（日本ヒューム）・三岐鉄道・関東運輸・五日市鉄道（JR五日市線）・小倉築港（小倉興産）・青梅電気鉄道（JR青梅線）・浅野カーリット（日本カーリット）・浅野ブロック製造・満州セメントの取締役。関東水力電気（東京電力の佐久発電所）・浅野物産（丸紅、NIPPO）の監査役。 東北淺野製材、旭コンクリート、神奈川コークス（東京ガスエネルギー）、鶴見木工、内外石油、富士製鋼（日本製鉄）、日本スレート販賣、信越木材、淺野スレート（エーアンドエーマテリアル）、地下工業の取締役、淺野石材工業の監査役、浅野同族の理事。

## 趣味
釣り

## 家族
- 妻　千鶴子　穂積八束博士の娘で穂積重威の妹[2]
- 義理の父　穂積八束博士　浅野総一郎の長女マツの夫[2][6]
- 義理の兄弟　穂積重威　穂積八束とマツの長男で、弁護士、中央大学教授、ジャパンタイムス取締役、浅野同族・浅野物産・浅野石炭部の監査役[2][6]